# Tom Berendsen
Tom Berendsen (Breda, 11 april 1983) is een Nederlands politicus. Namens het Christen-Democratisch Appèl (CDA) is hij sinds 2 juli 2019 lid van het Europees Parlement. Bij de Europese verkiezingen van 6 juni 2024 was hij lijsttrekker van het CDA.

## Studie en werk
Berendsen is opgegroeid in Breda. Na zijn middelbare school studeerde hij bestuurskunde aan de Tilburg University en, in het kader van het Erasmus-programma, de Katholieke Universiteit Leuven. Berendsen was verkiesbaar voor het Europees Parlement in 2014, maar werd niet verkozen. Tussen 2015 en 2019 was hij als adviseur duurzaamheid werkzaam voor PriceWaterhouseCoopers in Nederland. Daarvoor was hij medewerker van de CDA-delegatie bij de fractie van de Europese Volkspartij (christendemocraten) in het Europees Parlement. Bij de Europese Parlementsverkiezingen 2019 werd Berendsen met 28.579 voorkeursstemmen verkozen en op 2 juli geïnstalleerd als lid van het Europees Parlement.

## Europees Parlement
Berendsen is lid van de industrie- en energiecommissie, de transportcommissie en de commissie voor het regionaal beleid. Als rapporteur namens het Europees Parlement voor het Europese industriebeleid riep hij op tot Europese Groene Industriepolitiek en benadrukte hij de noodzaak om minder afhankelijk te worden van andere delen van de wereld voor grondstoffen, producten en technologie die nodig zijn in onze economie van de toekomst. Ook riep Berendsen op om Chinese inmenging in onze Europese kritieke infrastructuur te stoppen, zoals Chinese investeringen in Europese havens en Chinese scanapparatuur op Europese luchthavens en vliegvelden. Berendsen is in 2023 benoemd tot rapporteur voor een Europese Havenstrategie in het Europees Parlement. Hij benadrukte eerder al de noodzaak van zo’n strategie.
Voorstellen van Berendsen om de Lelylijn, de spoorlijn Zwolle-Münster en de spoorlijn Emmen-Rheine op te nemen in het TEN-T netwerk, en daarmee deze spoorlijnen in aanmerking te laten komen voor Europese subsidies, werden aangenomen in het Europees Parlement.
Sinds 27 februari 2024 is hij delegatieleider na het vertrek van Esther de Lange.

## Nevenfuncties
Berendsen was op jonge leeftijd bestuurslid van VV Baronie in Breda. Van 2017 tot 2019 was hij voorzitter van het CDA Breda.

## Persoonlijk
Tom Berendsen is getrouwd en heeft twee kinderen.
Tom Berendsen · Jeroen Lenaers · Henk Jan Ormel · Toine Manders · Annie Schreijer-Pierik
Malik Azmani (VVD) · 
Jeannette Baljeu (VVD) · 
Tom Berendsen (CDA) ·
Brigitte van den Berg (D66) ·
Rachel Blom (PVV) · 
Anouk van Brug (VVD) · 
Mohammed Chahim (GL-PvdA) · 
Ton Diepeveen (PVV) · 
Marieke Ehlers (PVV) · 
Bas Eickhout (GL-PvdA) ·
Raquel García Hermida-van der Walle (D66) ·
Gerben-Jan Gerbrandy (D66) ·
Dirk Gotink (NSC) ·
Bart Groothuis (VVD) ·  
Anja Hazekamp (PvdD) · 
Sebastian Kruis (PVV) · 
Ingeborg ter Laak (CDA) ·
Reinier van Lanschot (Volt) ·
Jessika van Leeuwen (BBB) · 
Jeroen Lenaers (CDA) ·
Marit Maij (GL-PvdA) · 
Thijs Reuten (GL-PvdA) · 
Bert-Jan Ruissen (SGP) · 
Sander Smit (BBB) · 
Kim van Sparrentak (GL-PvdA) ·
Sebastiaan Stöteler (PVV) · 
Tineke Strik (GL-PvdA) ·
Anna Strolenberg (Volt) ·
Catarina Vieira (GL-PvdA) ·
Lara Wolters (GL-PvdA) · 
Auke Zijlstra (PVV)
de delegatieleiders staan vet weergegeven
- Parlement.com: vkyiiasy83x4